# 孔特维尔莱布洛涅
孔特维尔莱布洛涅（法語：Conteville-lès-Boulogne，法語發音：[kɔ̃tvil lɛ bulɔɲ]，意为“布洛涅附近的孔特维尔”）是法国上法蘭西大區加来海峡省的一个市镇，属于滨海布洛涅区。

## 地理
孔特维尔莱布洛涅（50°44'41"N, 1°43'54"E）面积2.1 平方千米，位于法国上法蘭西大區加来海峡省，该省份为法国北部沿海省份，西北濒北海，南至索姆省，东临北部省。
与孔特维尔莱布洛涅接壤的市镇（或旧市镇、城区）包括：维耶尔埃弗鲁瓦、佩尔讷莱布洛涅、拉卡佩勒莱布洛涅、贝勒和乌勒福尔。
孔特维尔莱布洛涅的时区为UTC+01:00、UTC+02:00（夏令时）。

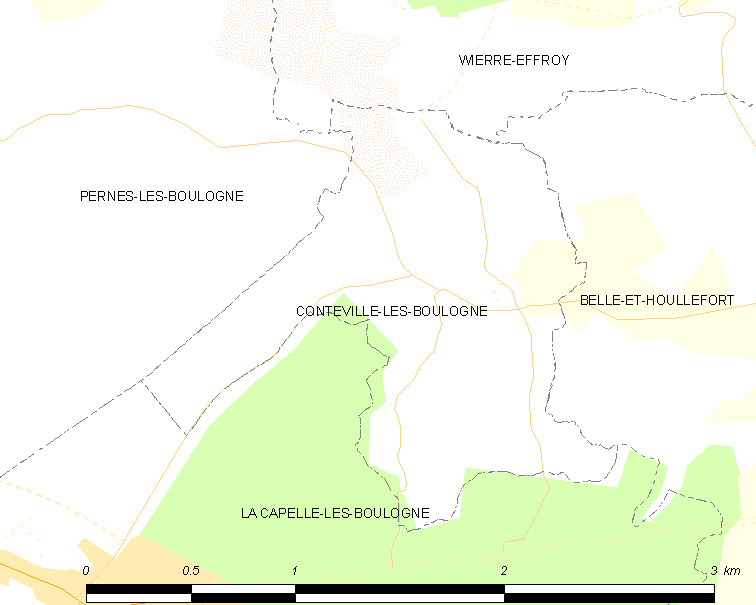
孔特维尔莱布洛涅的OSM定位图

## 行政
孔特维尔莱布洛涅的邮政编码为62126，INSEE市镇编码为62237。

## 政治
孔特维尔莱布洛涅所属的省级选区为滨海布洛涅第一县。

## 人口

1962-2008年间孔特维尔莱布洛涅人口变化图示

孔特维尔莱布洛涅于2022年1月1日时的人口数量为531人。